# Sārī Qeshlāq
Sārī Qeshlāq (persiska: ساری قشلاق) är en ort i Iran.   Den ligger i provinsen Ardabil, i den nordvästra delen av landet, 500 km nordväst om huvudstaden Teheran. Sārī Qeshlāq ligger 279 meter över havet och antalet invånare är 189.
Terrängen runt Sārī Qeshlāq är kuperad åt sydväst, men åt nordost är den platt. Sārī Qeshlāq ligger nere i en dal. Runt Sārī Qeshlāq är det ganska tätbefolkat, med 100 invånare per kvadratkilometer. Närmaste större samhälle är Āqā Moḩammad Beyglū, 9,0 km söder om Sārī Qeshlāq. Trakten runt Sārī Qeshlāq består i huvudsak av gräsmarker.